# كونواي بيكر
كونواي بيكر (بالإنجليزية: Conway Baker)‏ هو لاعب كرة قدم أمريكية أمريكي، ولد في 9 سبتمبر 1911 في مارلين في الولايات المتحدة، وتوفي في 28 مايو 1997.

## وصلات خارجية
- كونواي بيكر على موقع مرجع كرة القدم المحترفة.كوم (الإنجليزية)